# Vaistli
Die Vaistli waren ein Adelsgeschlecht aus Nüziders (Vorarlberg) und waren im 14. Jahrhundert in Triesen und Vaduz ansässig.
Die reich begüterten Junker Vaistli waren Dienstmannen der Grafen von Werdenberg-Vaduz.

## Herkunft des Namens
Der Name „Feustel“ war die mittelhochdeutsche Kurzform zu „Faust“. „Vaistli“ (erstmals um 1380 erwähnt) wird dieser Wurzel zugeordnet.

## Sitz
Die Vaistli waren
- Kaiserliche Vögte auf Gutenberg
- Ammänner in Vaduz
- Ammänner am Eschnerberg
- Ammänner zu Werdenberg

### Rotes Haus in Vaduz
Das Rote Haus (früher „Vaistlihof“) ist ein Wahrzeichen des Hauptorts, an der Fürst-Franz-Josef-Straße. Dieser spätmittelalterliche Treppengiebelbau mit seinem Turm ist von weither sichtbar.
Das Rote Haus in Vaduz gehörte zwischen 1400 und 1500 den Vaistli: Das Haus wurde von einem Erben der Vaistlis im Jahre 1525 vom Kloster St. Johann im Thurtal erworben und der dazugehörige Wingert hat seine hierdurch entstandene Bezeichnung „Abtswingert“ bis heute behalten hat.